# 엔델 툴빙
엔델 툴빙(Endel Tulving, 1927년 5월 26일 ~ )은 에스토니아계 캐나다인 실험심리학자이자 인지신경과학자로 그의 인간 기억에 대한 연구는 심리학, 인지신경학, 그리고 임상학에 영향을 미쳤다. 토론토 대학교 명예 교수, 워싱턴 대학교 세인트루이스 객원 교수로도 있었다. 툴빙은 토론토 대학교에서 학사 학위와 석사 학위 그리고 하버드 대학교에서 박사 학위를 취득했다.